# Präaurikularanhang
Ein Präaurikularanhang ist ein läppchenartiges Anhängsel vor der Ohrmuschel, das aus Haut, Bindegewebe oder Knorpelgewebe besteht. Die Fehlbildung allein ist harmlos, kann aber zusammen mit genetischen Erkrankungen auftreten (z. B. Katzenaugen-Syndrom).

Ursachen können ein doppelt angelegter Tragus oder Rudimente des Kiemengangs sein. Krankheitswert besitzt ein Präaurikularanhang nur bei kosmetischer Beeinträchtigung oder wenn er mechanisch stört. Er kann dann chirurgisch entfernt werden.

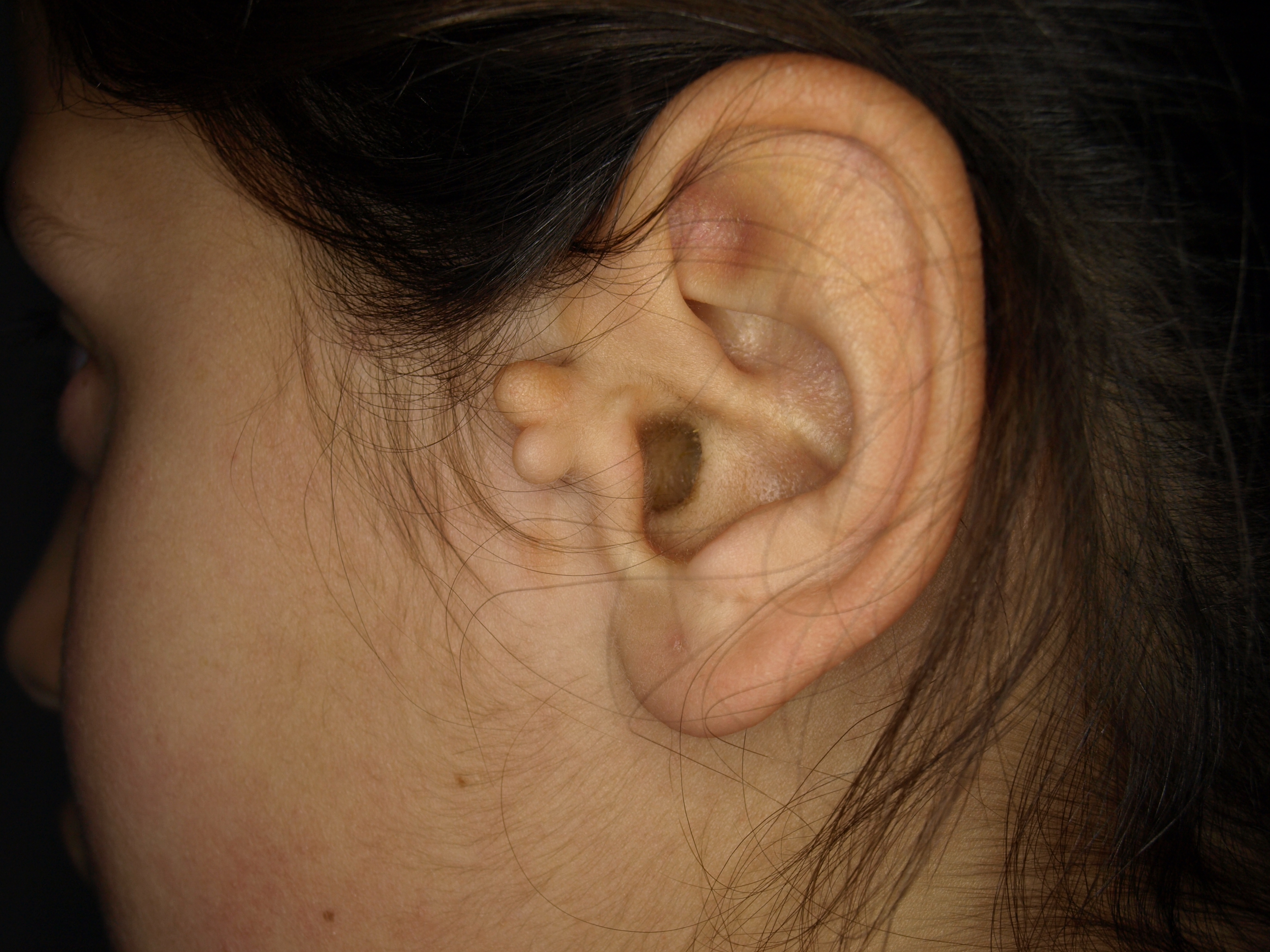
Präaurikuläres Ohranhangsgebilde